# Likurg z Aten

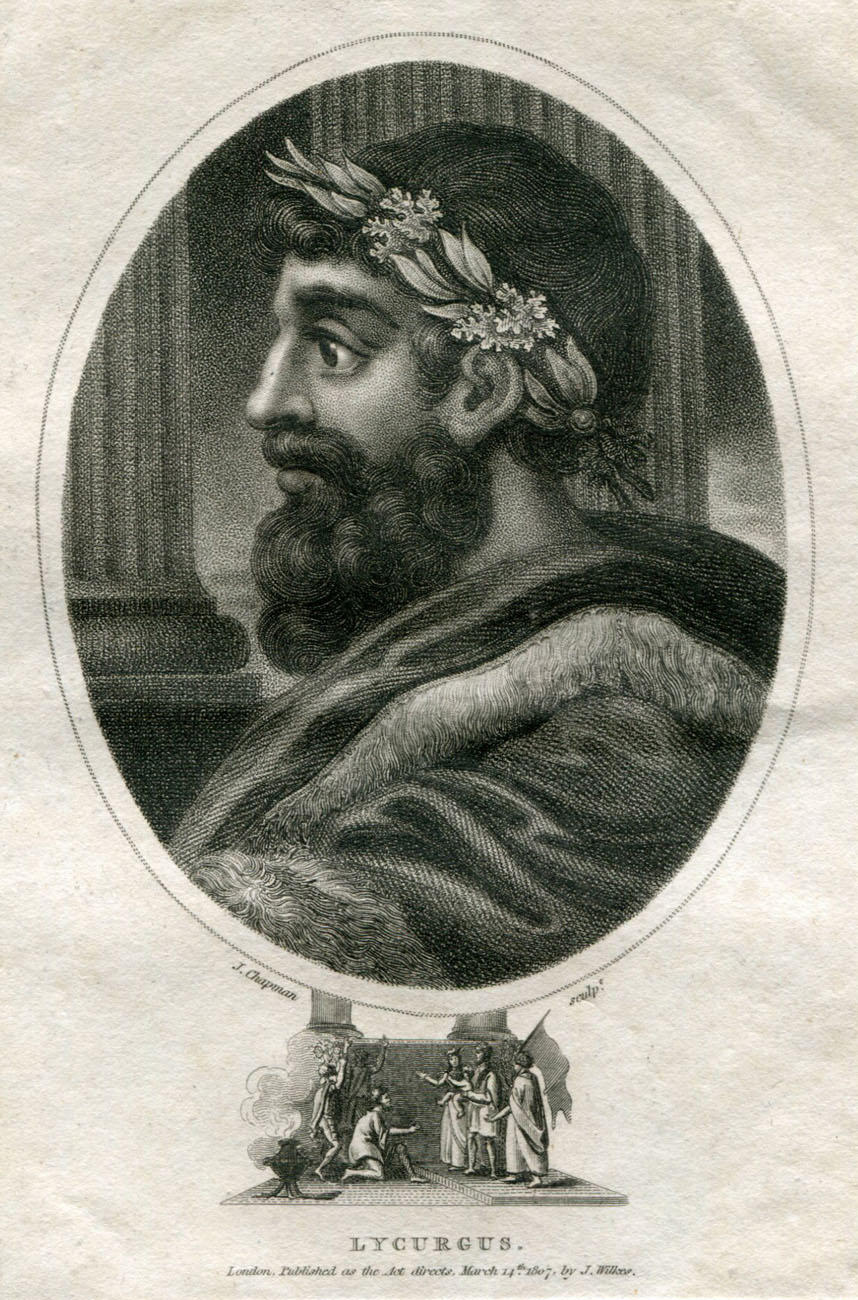
Portret imaginacyjny Likurga z Aten (grawiura z 1807 r.)

Likurg z Aten (396 – 324 p.n.e.) – mówca ateński, uczeń Platona i Izokratesa, zaliczony do kanonu 10 mówców. 
Stał na czele stronnictwa macedońskiego. Ceniony za śmiałość wypowiedzi i uczciwość, którą wykazał przy zarządzaniu finansami Aten w latach 338–327 p.n.e. Z jego inicjatywy wzniesiono zachowany do dzisiaj teatr w Atenach oraz zebrano i ustalono tekst tragedii najwybitniejszych ówczesnych poetów. Ze znanych w starożytności 15 mów Likurga zachowała się jedna.